# Ferrari SF-23
Der Ferrari SF-23 ist der 55. Formel-1-Rennwagen von Ferrari für die Formel-1-Weltmeisterschaft 2023 und internen auch unter Projekt 675 bekannt. Am 14. Februar 2023 wurde der Bolide auf einer Live-Präsentation in Fiorano Modenese vorgestellt.
Mit der Kennzeichnung des Fahrzeugs führt Ferrari wieder die frühere Namensgebung beginnend mit SF für die Abkürzung des Teamnamens Scuderia Ferrari und der Zahl 23 in Anlehnung an die Saison 2023 ein. Es ist das achte Fahrzeug mit der SF-Bezeichnung und das vierte mit der Jahreszahl als Referenz.

## Technik und Entwicklung
Wie alle Formel-1-Fahrzeuge des Jahres 2023 ist der Ferrari SF-23 ein hinterradangetriebener Monoposto mit einem Monocoque aus kohlenstofffaserverstärktem Kunststoff (CFK). Außer dem Monocoque bestehen auch viele weitere Teile des Fahrzeugs, darunter die Karosserieteile und das Lenkrad aus CFK. Auch die Bremsscheiben sind aus einem mit Kohlenstofffasern verstärkten Verbundwerkstoff.
Der SF-23 ist das Nachfolgemodell des F1-75 und dessen Weiterentwicklung. Das technische Reglement hat sich für die Saison 2023 in einigen Bereichen geringfügig geändert, die zum einen die Sicherheit der Fahrzeuge und die Aerodynamik betreffen.

### Antriebseinheit
Angetrieben wird der SF-23 von dem Ferrari 066/10 1,6-Liter-V6-Motor, in der Fahrzeugmitte mit Turbolader sowie einem 120 kW starken Elektromotor und ist somit ein Hybridelektrokraftfahrzeug. Das sequentielle Getriebe des Wagens hat acht Vorwärts- und einen Rückwärtsgang. Der Gangwechsel wird über Schaltwippen am Lenkrad ausgelöst. Das Fahrzeug hat zwei Pedale, ein Gaspedal (rechts) und ein Bremspedal (links). Genau wie viele andere Funktionen wird die Kupplung, die nur beim Anfahren aus dem Stand verwendet wird, über einen Hebel am Lenkrad bedient.

### Reifen
Der Wagen ist auch in diesem Jahr mit den neu entwickelten Reifen, 305 mm breite Vorderreifen und 405 mm breite Hinterreifen, des Einheitslieferanten Pirelli ausgestattet, die auf 18-Zoll-Rädern montiert sind. Pirelli stellt neben den neuen P-Zero-Slick-Reifen auch Cinturato Intermediates und Full-Wets für Nässe zur Verfügung.

### Aerodynamik
Der SF23 hat, wie alle Formel-1-Fahrzeuge seit 2011, ein Drag Reduction System (DRS), das durch Flachstellen eines Teils des Heckflügels den Luftwiderstand des Fahrzeugs auf den Geraden dann verringert, wenn es eingesetzt werden darf. Auch das DRS wird mit einem Schalter am Lenkrad des Wagens aktiviert. Im Laufe der Saison werden gelegentlich Updates der Front- und Heckflügel entwickelt und eingesetzt. Die FIA ist dabei stets auf der Suche nach Verstößen und versucht diese mit Nachjustierung im Regelwerk zu unterbinden.

### Halo
Der SF23 ist mit dem Halo für zusätzlichen Schutz des Kopfes der Fahrer ausgestattet. Der Überrollbügel wurde für die Saison 2023 weiter verstärkt.

## Lackierung und Sponsoring
Der SF23 ist überwiegend in Rot lackiert. Front- und Heckflügel sind komplett in Schwarz gehalten. Auf der Motorenabdeckung, dem Unterboden und dem Halo finden sich weitere schwarze Akzente. Der Überrollbügel von Sainz ist zur besseren Unterscheidung im Rennen, im Unterschied zum Fahrzeug von Leclerc, gelb lackiert.
Zum Heimrennen in Monza erhielt der SF-23 auch in diesem Jahr wieder eine Sonderlackierung mit einigen gelben Farbakzenten, aber nicht so ausgeprägt wie 2022. Der Anlass ist der 10. Sieg in Le Mans mit dem Ferrari 499P Hypercar, erstmals seit 1965. Die Rennanzüge von Sainz und Leclerc wurden ebenfalls mit einer großen Ferrari-Aufschrift im bekannten Modena-Gelb modifiziert.
Es werben Shell, Santander, Ray-Ban, Ceva Logistics, Velas, Pirelli, Richard Mille und AWS auf dem Fahrzeug.

## Fahrer
Ferrari tritt in der Saison 2023 erneut mit der Fahrerpaarung Charles Leclerc und Carlos Sainz an. Leclerc bestritt seine fünfte Saison für das Team, Sainz fuhr das dritte Jahr für die Scuderia.

## Sonstiges
Nachdem Mattia Binotto durch Frederic Vasseur ersetzt wurde, musste der vorherige Chef der Ferrari-Entwicklungsabteilung, David Sanchez das Team verlassen und wurde durch den früheren  leitenden Projektingenieur Fabio Montecchi ersetzt.

## Ergebnisse
Leclerc sah in Bahrain und in Australien nicht die Zielflagge, während Sainz in Melbourne nicht in die Punkte fuhr. In Aserbaidschan erreichte das Team die bis dahin besten Platzierungen mit Platz 2 im Sprintrennen und Platz 3 im Hauptrennen. Österreich brachte für Sainz im Sprint Platz 3 und Leclerc erreichte Platz 2 im Rennen. In Spa fiel Sainz im Hauptrennen aus und Leclerc erreichte seinen dritten Podiumsplatz der Saison. Zandvoort brachte den dritten Ausfall für Leclerc, während Sainz Platz 5 erreichte.

### Vereinfachte Darstellung
| Fahrer     | Nr.        | 1   | 2 | 3   | 4   | 5 | 6 | 7 | 8  | 9 | 10  | 11 | 12 | 13    | 14  | 15 | 16 | 17 | 18   | 19   | 20 | 21   | 22 | 23  | Punkte | Rang |
| ---------- | ---------- | --- | - | --- | --- | - | - | - | -- | - | --- | -- | -- | ----- | --- | -- | -- | -- | ---- | ---- | -- | ---- | -- | --- | ------ | ---- |
| F1 WM 2023 | F1 WM 2023 |     |   |     |     |   |   |   |    |   |     |    |    |       |     |    |    |    |      |      |    |      |    |     | 406    | 3.   |
| C. Leclerc | 16         | DNF | 7 | DNF | 232 | 7 | C | 6 | 11 | 4 | 2   | 9  | 7  | 535   | DNF | 4  | 4  | 4  | 5    | DSQ3 | 3  | DNS5 | 2  | 2   | 406    | 3.   |
| C. Sainz   | 55         | 4   | 6 | 12  | 5   | 5 | C | 8 | 5  | 5 | 363 | 10 | 8  | 4DNF4 | 5   | 3  | 1  | 6  | DNS6 | 36   | 4  | 68   | 6  | 18* | 406    | 3.   |

| Legende  | Legende            | Legende                                                          |
| Farbe    | Abkürzung          | Bedeutung                                                        |
| -------- | ------------------ | ---------------------------------------------------------------- |
| Gold     | –                  | Sieg                                                             |
| Silber   | –                  | 2. Platz                                                         |
| Bronze   | –                  | 3. Platz                                                         |
| Grün     | –                  | Platzierung in den Punkten                                       |
| Blau     | –                  | Klassifiziert außerhalb der Punkteränge                          |
| Violett  | DNF                | Rennen nicht beendet (did not finish)                            |
| Violett  | NC                 | nicht klassifiziert (not classified)                             |
| Rot      | DNQ                | nicht qualifiziert (did not qualify)                             |
| Rot      | DNPQ               | in Vorqualifikation gescheitert (did not pre-qualify)            |
| Schwarz  | DSQ                | disqualifiziert (disqualified)                                   |
| Weiß     | DNS                | nicht am Start (did not start)                                   |
| Weiß     | WD                 | zurückgezogen (withdrawn)                                        |
| Hellblau | PO                 | nur am Training teilgenommen (practiced only)                    |
| Hellblau | TD                 | Freitags-Testfahrer (test driver)                                |
| ohne     | DNP                | nicht am Training teilgenommen (did not practice)                |
| ohne     | INJ                | verletzt oder krank (injured)                                    |
| ohne     | EX                 | ausgeschlossen (excluded)                                        |
| ohne     | DNA                | nicht erschienen (did not arrive)                                |
| ohne     | C                  | Rennen abgesagt (cancelled)                                      |
| ohne     | keine WM-Teilnahme |                                                                  |
| sonstige | P/fett             | Pole-Position                                                    |
| sonstige | 1/2/3/4/5/6/7/8    | Punktplatzierung im Sprint-/Qualifikationsrennen                 |
| sonstige | SR/kursiv          | Schnellste Rennrunde                                             |
| sonstige | *                  | nicht im Ziel, aufgrund der zurückgelegten Distanz aber gewertet |
| sonstige | ()                 | Streichresultate                                                 |
| sonstige | unterstrichen      | Führender in der Gesamtwertung                                   |

### Detaillierte Darstellung inkl. Sprintrennen (SPR) und Hauptrennen (HAU)
| Pos                             | Fahrer     | Nr  | 1   | 2   | 3   | 4   | 4   | 5   | 6   | 7   | 8   | 9 | 10 | 10 | 11 | 12 | 13 | 13  | 14  | 15 | 16 | 17 | 18 | 18  | 19 | 19  | 20 | 21 | 21  | 22 | 23  | Punkte |
| ------------------------------- | ---------- | --- | --- | --- | --- | --- | --- | --- | --- | --- | --- | - | -- | -- | -- | -- | -- | --- | --- | -- | -- | -- | -- | --- | -- | --- | -- | -- | --- | -- | --- | ------ |
| Formel-1 Weltmeisterschaft 2023 |            |     |     |     |     |     |     |     |     |     |     |   |    |    |    |    |    |     |     |    |    |    |    |     |    |     |    |    |     |    |     |        |
| SPR                             | HAU        | SPR | HAU | SPR | HAU | SPR | HAU | SPR | HAU | SPR | HAU |   |    |    |    |    |    |     |     |    |    |    |    |     |    |     |    |    |     |    |     |        |
| 5.                              | C. Leclerc | 16  | DNF | 7   | DNF | 2   | 3   | 7   | C   | 6   | 11  | 4 | 12 | 2  | 9  | 7  | 5  | 3   | DNF | 4  | 4  | 4  | 12 | 5   | 3  | DSQ | 3  | 5  | DNS | 2  | 2   | 206    |
| 7.                              | C. Sainz   | 55  | 4   | 6   | 12  | 5   | 5   | 5   | C   | 8   | 5   | 5 | 3  | 6  | 10 | 8  | 4  | DNF | 5   | 3  | 1  | 6  | 6  | DNS | 6  | 3   | 4  | 8  | 6   | 6  | 18* | 200    |

| Legende  | Legende            | Legende                                                          |
| Farbe    | Abkürzung          | Bedeutung                                                        |
| -------- | ------------------ | ---------------------------------------------------------------- |
| Gold     | –                  | Sieg                                                             |
| Silber   | –                  | 2. Platz                                                         |
| Bronze   | –                  | 3. Platz                                                         |
| Grün     | –                  | Platzierung in den Punkten                                       |
| Blau     | –                  | Klassifiziert außerhalb der Punkteränge                          |
| Violett  | DNF                | Rennen nicht beendet (did not finish)                            |
| Violett  | NC                 | nicht klassifiziert (not classified)                             |
| Rot      | DNQ                | nicht qualifiziert (did not qualify)                             |
| Rot      | DNPQ               | in Vorqualifikation gescheitert (did not pre-qualify)            |
| Schwarz  | DSQ                | disqualifiziert (disqualified)                                   |
| Weiß     | DNS                | nicht am Start (did not start)                                   |
| Weiß     | WD                 | zurückgezogen (withdrawn)                                        |
| Hellblau | PO                 | nur am Training teilgenommen (practiced only)                    |
| Hellblau | TD                 | Freitags-Testfahrer (test driver)                                |
| ohne     | DNP                | nicht am Training teilgenommen (did not practice)                |
| ohne     | INJ                | verletzt oder krank (injured)                                    |
| ohne     | EX                 | ausgeschlossen (excluded)                                        |
| ohne     | DNA                | nicht erschienen (did not arrive)                                |
| ohne     | C                  | Rennen abgesagt (cancelled)                                      |
| ohne     | keine WM-Teilnahme |                                                                  |
| sonstige | P/fett             | Pole-Position                                                    |
| sonstige | 1/2/3/4/5/6/7/8    | Punktplatzierung im Sprint-/Qualifikationsrennen                 |
| sonstige | SR/kursiv          | Schnellste Rennrunde                                             |
| sonstige | *                  | nicht im Ziel, aufgrund der zurückgelegten Distanz aber gewertet |
| sonstige | ()                 | Streichresultate                                                 |
| sonstige | unterstrichen      | Führender in der Gesamtwertung                                   |